# ملاعب كأس العالم 2022
كأس العالم 2022 في دولة قطر هي النسخة الثانية والعشرين من بطولة كأس العالم، بطولة كرة القدم الدولية للرجال التي تقام كل أربع سنوات والتي تتنافس عليها المنتخبات الوطنية الأعضاء في الاتحاد الدولي لكرة القدم. تستضيفها قطر في الفترة من 20 نوفمبر إلى 18 ديسمبر 2022. وهذه أول نسخة من كأس العالم تقام في الوطن العربي والثانية التي تقام في آسيا بعد نسخة 2002 التي لُعبت في كوريا الجنوبية واليابان. بنيت وجددت 8 ملاعب في 5 مدن قطرية من أجل استضافة نهائيات كأس العالم.
وكانت دولة قطر قد بنت سبعة ملاعب جديدة بالكامل لاستضافة منافسات بطولة المونديال، في حين شهد ملعب خليفة الدولي أعمال تطوير شاملة. وبعد انتهاء بطولة كأس العالم سيتم تفكيك بعض الملاعب لتمنح للدول النامية كمساعدة من قطر لتحسين البنية التحتية الرياضية لتلك الدول.

## الأفيال البيضاء
شيَّدت قطر 8 ملاعب بمعايير عالمية هي الأفضل على الإطلاق، تستوعب طاقة إجمالية من الجماهير تصل إلى 420 ألف متفرِّج، بتكلفة تُقدَّر ما بين 7-10 مليارات دولار، وذلك بعد إعلان فوزها بتنظيم كأس العالم عام 2010. من تلك الملاعب 7 ملاعب بعضها ملاعب جديدة أو  مُطوَّرة، على رأسها ملاعب الثمامة والجنوب والمدينة التعليمية،  وملعب أحمد بن علي، وملعب البيت الذي استضاف مباراة الافتتاح، وملعب 974، وأخيرًا ملعب لوسيل أبرز الملاعب وأكثرها شهرة الذي من المقرر أن يستضيف المباراة النهائية، ويُعَدُّ أكثر الملاعب تكلفة بنحو 700 مليون دولار، وأكبرها سعة جماهيرية بنحو 80 ألف متفرج.
بُنيت عليه إستراتيجية قطر للتحضير لاستضافة كأس العالم هو الاستدامة واستخدام أدوات صديقة للبيئة في التشييد، بحيث يمكن تفكيك وإعادة استخدام الملاعب وفق خطة مدروسة بمجرد انتهاء المونديال، سواء بإعادة تدويرها في مشروعات داخلية أو بالتبرّع بها وإهدائها إلى الدول الصديقة.
قررت قطر قبل بناء الملاعب عدم ترك أبنية ضخمة لا داعي لها (والتي يطلق عليها مصطلح الأفيال البيضاء White Elephants) كتجربة البرازيل بعد مونديال 2014 الذي نظمته، و التي أنفقت 3 مليارات دولار لتجهيز ملاعبها لاستضافة المسابقة، وجدت أن كثيرًا من الملاعب الفخمة التي بنتها  في المدن المختلفة أصبحت بلا استخدام بعد عام واحد فقط من انتهاء البطولة، وأن تكاليف صيانة هذه الملاعب أكثر بكثير من إيرادات الأنشطة الرياضية المحلية التي كان من المقرر أن تقوم عليها. ورغم أن البرازيل من أكثر دول العالم نشاطًا في كرة القدم. أما اليونان بعد نهاية دورة الألعاب الأولمبية التي استضافتها عام 2004، فبعد أن أنفقت نحو 2.5 مليار دولار (وهو مبلغ يتجاوز 11 مليار دولار بمعايير اليوم) على أعمال البنى التحتية والمنشآت الرياضية في مدينة أثينا، وهو ما عُدَّ رقمًا ضخمًا، وعانت هذه المنشآت من الإهمال الكامل حتى أصبح كثير منها بنايات قديمة لا تُستخدم في أنشطة رياضية بالأساس.

## تفكيك الملاعب
- استاد البيت: افتتح بمباريات كأس العرب 2021. وتصميمه مستوحى من الخيمة التقليدية في الصحراء. سيتم تفكيك عدد كبير من مقاعده وتخفيض سعته إلى 32 ألف متفرج فقط، والتبرع ببقية المقاعد. أما الجزء العلوي من الملعب فمن المتوقع أن يتحول إلى فندق ومركز تسوق ومركز محدود للطب الرياضي.[8][9]
- استاد أحمد بن علي: بني الملعب في موقع ملعب أحمد بن علي القديم. سيصبح الملعب الرسمي لنادي الريان القطري مع تخفيض عدد مقاعده من 40 ألف متفرج إلى 20 ألف متفرج، والتبرع ببعض أجزائه إلى بعض الدول.[10]
- استاد المدينة التعليمية: يقع بين مُجمَّع للجامعات والمؤسسات التعليمية المرموقة في قطر، فمن المقرر تقليل عدد مقاعده وتحويل الملعب إلى مركز دائم للمنتخب القطري للسيدات في مختلف الرياضات، مع الإبقاء عليه ليجمع بين التعليم والرياضة.[10]
- استاد  لوسيل: من المتوقع تفكيك ملعب لوسيل للاستفادة من مكوّناته في مشاريع متعددة تشمل بناء مدارس ومتاجر وعيادات طبية، بينما من المتوقع الاستفادة من أجزائه العلوية في بناء فنادق ووحدات سكنية. أما الهيكل الخارجي الذهبي للملعب فسوف يظل باقيًا في موقعه كما هو؛ تذكارًا تاريخيًا لمونديال قطر 2022.
- استاد الجنوب: صممته المهندسة العراقية زها حديد.[11] سوف سيستمر وجوده بوصفه أحد  الملاعب في قطر، مع تخفيض سعته الاستيعابية من المشاهدين ليصل إلى نحو 20 ألف متفرج، واستخدام معداته في نطاق خدمات أخرى، بما فيها التبرّع بها لدول أخرى لرفع كفاءة منشآتها الرياضية. استقبل الملعب مباراة نهائي كأس أمير قطر 2019.[12]
- استاد الثمامة: صممه المعماري القطري إبراهيم الجيدة.[13] تصميمه مستوحى من القحفية، وهي القبعة التي يرتديها الرجال في الوطن العربي.[14] فسوف يبقى أيضًا مع تخفيض عدد مقاعد المتفرجين وتحويل أجزائه العلوية إلى خدمات فندقية، وتأسيس صالات ومراكز للطب الرياضي. استقبل نهائي كأس أمير قطر 2021.[15]
- استاد 974: أقيمت فيه أول مباراة رسمية بين منتخبي الإمارات وسوريا ضمن منافسات كأس العرب 2021 في 30 نوفمبر 2021.[16] يمثل الرقم 974 الرمز الدولي وكود دولة قطر، وعدد الحاويات المستخدمة في بناء الملعب.[17] سيتم تفكيك الملعب  بالكامل وشحنه إلى دولة أخرى عقب نهاية كأس العالم.[18]

## الملاعب
| لوسيل                                                                         | الخور                                                                         | الدوحة                                                                                   | الدوحة                                                                                   |
| ----------------------------------------------------------------------------- | ----------------------------------------------------------------------------- | ---------------------------------------------------------------------------------------- | ---------------------------------------------------------------------------------------- |
| ملعب لوسيل                                                                    | استاد البيت                                                                   | استاد 974                                                                                | استاد الثمامة                                                                            |
| الافتتاح: 9 سبتمبر 2022                                                       | الافتتاح: 22 نوفمبر 2021                                                      | الافتتاح: 20 نوفمبر 2021                                                                 | الافتتاح: 22 أكتوبر 2021                                                                 |
| السعة: 80,000                                                                 | السعة: 60,000                                                                 | السعة: 40,000                                                                            | السعة: 40,000                                                                            |
|                                                                               |                                                                               |                                                                                          |                                                                                          |
| مواقع المدن في قطرلوسيل الدوحة الخور الوكرة الريانملاعب كأس العالم 2022 (قطر) | مواقع المدن في قطرلوسيل الدوحة الخور الوكرة الريانملاعب كأس العالم 2022 (قطر) | مواقع الملاعب في الدوحةالمدينة التعليمية 974 خليفة الثمامةملاعب كأس العالم 2022 (الدوحة) | مواقع الملاعب في الدوحةالمدينة التعليمية 974 خليفة الثمامةملاعب كأس العالم 2022 (الدوحة) |
| الوكرة                                                                        | الريان                                                                        | الريان                                                                                   | الريان                                                                                   |
| استاد الجنوب                                                                  | استاد المدينة التعليمية                                                       | ملعب أحمد بن علي                                                                         | استاد خليفة الدولي                                                                       |
| الافتتاح: 16 مايو 2019                                                        | الافتتاح: 15 يونيو 2020.                                                      | الافتتاح: 18 ديسمبر 2020                                                                 | الافتتاح:19 مايو 2019                                                                    |
| السعة: 40,000                                                                 | السعة: 40,000                                                                 | السعة: 40,000                                                                            | السعة: 40,000                                                                            |
|                                                                               |                                                                               |                                                                                          |                                                                                          |